# Киштав
Киштав (дари کشتآب) — кишлак на северо-востоке Афганистана, в вилаяте (провинции) Бадахшан. Входит в состав района Вахан.

## Географическое положение
Киштав расположен на северо-востоке Бадахшана, в высокогорной местности, на левом берегу реки Вахандарьи, вблизи места впадения в неё реки Байкара, на расстоянии приблизительно 294 километров к востоку от города Файзабада, административного центра вилаята. Абсолютная высота — 3700 метров над уровнем моря. Ближайшие населённые пункты — кишлак Кумитык (выше по течению Вахандарьи), кишлак Лангар (ниже по течению Вахандарьи).

## Население
В национальном составе населения преобладают ваханцы.